# Ostura
Ostura ist eine 2009 gegründete libanesische Metal-Band aus Keserwan.

## Geschichte
Ostura wurden im Jahr 2009 in Keserwan gegründet und besteht nach mehreren Wechseln in der Bandbesetzung aus den beiden Sängern Youmna Jreissati und Elia Monsef, dem Gitarristen Alain Ibrahim, Keyboarder Danny Bou-Maroun und Schlagzeuger Alexander Abi Chaker.
Im Herbst des Jahres 2012 veröffentlichte die Band im Eigenverlag das Debütalbum Ashes of the Reborn. Im Januar des Jahres 2018 wurden Ostura von Universal Music MENA, die für die Regionen des Mittleren Ostens und Nordafrika zuständig ist, unter Vertrag genommen.
Es folgte die Veröffentlichung des zweiten Albums The Room, an dem die Musiker seit 2015 arbeiteten und bei dessen Produktion das Philharmonieorchester Prag involviert war. Das Album erschien am 23. Februar 2018.

## Stil
Die Musik von Ostura wird als Progressive Metal beschrieben, wobei die Band auf die genretypischen Merkmale zurückgreift. Auch werden eine Mischung aus Power- und Speed Metal, sowie von Filmmusik und Industrial Metal attestiert. Auch sind symphonische Elemente in der Musik zu hören, sodass Vergleiche zu Gruppen wie Nightwish, Stratovarius, Rhapsody, Avantasia, Kamelot und Symphony X gemacht werden können.

## Diskografie
- 2012: Ashes of the Reborn (Album, Eigenverlag)
- 2018: The Room (Album, Universal Music MENA)